# Mycoplasma genitalium
Mycoplasma genitalium is een kleine bacteriesoort die leeft als parasiet in zoogdieren en krijgt daarom veel voedingstoffen al kant-en-klaar aangeleverd. De soort heeft 470 genen, gecodeerd op de 580.070 nucleotideparen in het genoom, wat ongeveer overeenkomt met 145.000 bytes aan informatie. Daarnaast is de bacterie ook qua grootte erg klein. Voor zover bekend (anno 2006) is alleen Carsonella ruddii nog kleiner. Deze leeft echter nog minder zelfstandig.
Mycoplasma genitalium kan worden aangetroffen op trilhaar-epitheelcellen in het voortplantings- en ademhalingssysteem van primaten. 

## Geslachtsziekte
De bacterie werd in eerste instantie geïsoleerd uit monsters van de urinebuis van twee mannelijke patiënten met niet-specifieke urethritis. Besmetting kan plaatsvinden door middel van onbeschermde geslachtsgemeenschap en kan behandeld worden met azithromycine of moxifloxacine. Onbekend is in hoeverre de ontsteking spontaan geneest.  De bacterie kan bijzonder snel resistent worden voor antibioticum.  Er bestaat een vrees dat bij overbodige antibioticabehandelingen deze geslachtsziekte onbehandelbaar zal worden. 
Mycoplasma genitalium bleek in 2018 in Vlaanderen bij 10,8 % van de prostitués voor te komen.
Mycoplasma genitalium kan op termijn onder meer leiden tot onvruchtbaarheid, cervicitis (ontsteking van de baarmoederhals) en urethritis (ontsteking van de plasbuis bij mannen). 